# Douglas C-1
Douglas C-1 byl transportní letoun vyráběný od roku 1925 Douglas Aircraft Corporation pro Armádní leteckou službu Spojených států.

## Vznik a vývoj
Společnost Douglas v roce 1925 obdržela zakázku na devět jednomotorových transportních letounů, a první kus opustil její továrnu v kalifornské Santa Monica 2. května 1925. C-1 byl prvním typem v nově vzniklé řadě „C“, určené pro nákladní letouny (Cargo).
Jednalo se o dvouplošník poháněný motorem Liberty, s dvoučlennou osádkou v otevřeném kokpitu.
Konstrukce typu vycházela z několika předchozích projektů firmy Douglas (včetně letounů Douglas World Cruiser, použitých k prvnímu obletu zeměkoule v roce 1924) a zahrnovala uzavřený prostor pro přepravu šesti cestujících anebo 1 100 kg (2 500 liber) nákladu. Ve spodní části trupu byl umístěn poklop, dovolující nakládání obzvlášť rozměrných anebo těžkých nákladů, zejména leteckých motorů, přímo do nákladového prostoru. Na pravé straně ve střední části trupu byly pomocné dveře pro nástup cestujících či menší náklady.

## Operační historie

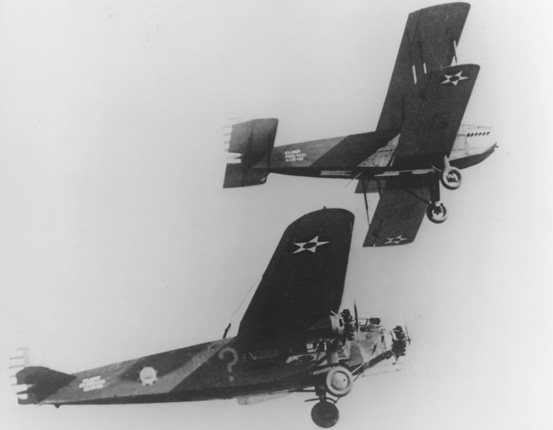
Douglas C-1 při doplňování paliva letounu Fokker C-2 Question Mark.

Typ se představil veřejnosti v roce 1926 během soutěže spolehlivosti dopravních letounů Ford National Reliability Air Tour.
V letech 1926 a 1927 United States Army Air Corps objednal dalších sedmnáct kusů, v mírně zvětšené variantě C-1C.
Několik C-1 bylo užíváno k experimentálním účelům, například jako létající zkušebny motorů, sanitní letadla a také jako tankovací při raných pokusech s doplňováním paliva za letu. Dva z těchto letounů byly v lednu 1929 použity jako létající tankery během rekordního vytrvalostního letu Fokkeru C-2 pojmenovaného Question Mark v době trvání 150 hodin.

## Varianty
C-1
Jednomotorový transportní letoun s dvoučlennou osádkou pro přepravu nákladu anebo 6-8 cestujících poháněný motorem Liberty V-1650-1 o výkonu 435 hp (324 kW). Postaveno 9 kusů.
C-1A
Jeden C-1 užívaný pro testování různých motorů a motorových krytů, a pokusy s lyžovým podvozkem.
C-1C
Jednomotorový transportní letoun se zesílenou kovovou podlahou nákladového prostoru a upraveným podvozkem, zvětšenými rozměry, vyšší nosností a nově vyváženým kormidlem. Postaveno 17 kusů.

## Uživatelé
- Spojené státy americké
  - United States Army Air Service
  - United States Army Air Corps

## Specifikace

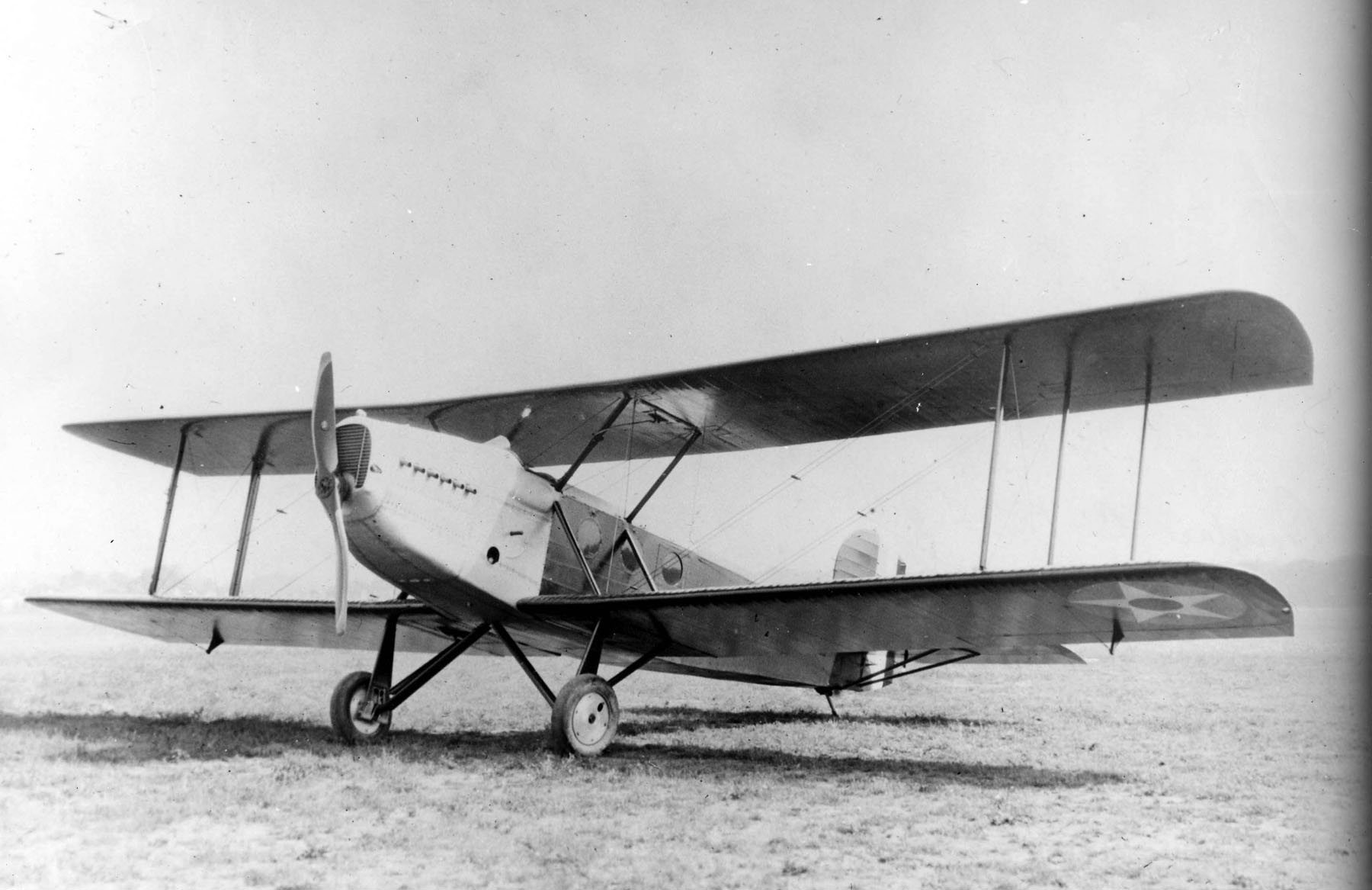
Douglas C-1

Údaje platí pro C-1

### Technické údaje
- Osádka: 2
- Kapacita: 6 cestujících nebo 1 100 kg (2 500 liber) nákladu
- Délka: 10,77 m (35 stop a 4 palce)
- Rozpětí křídel: 17,25 m (56 stop a 7 palců)
- Výška: 4,27 m (14 stop)
- Nosná plocha: 74,8 m² (805 čtverečních stop)
- Hmotnost prázdného letounu: 1 770 kg (3 836 liber)
- Vzletová hmotnost: 2 922 kg (6 443 lb)
- Pohonná jednotka: 1 × kapalinou chlazený vidlicový dvanáctiválec Liberty V-1650-1
- Výkon pohonné jednotky: 435 hp (325 kW)

### Výkony
- Maximální rychlost: 187 km/h (101 uzlů, 116 mph)
- Cestovní rychlost: 137 km/h (74 uzlů, 85 mph)
- Dolet: 620 km (335 nm, 385 mil)
- Dostup: 4 525 m (14 850 stop)
- Stoupavost: 3,3 m/s (645 stop za minutu)
- Zatížení křídel: 39,1 kg/m² (8 lb na čtvereční stopu)
- Poměr výkon/hmotnost: 0,11 kW/kg (0,068 hp/lb)